# 綦毋潜
綦毋潜（692年？—755年？），字孝通，又字季通，荆南（今湖北省江陵市）人，一说虔州（今江西省赣州市南康区）人。唐朝山水田园诗派诗人。

## 简介
生卒年均不詳，因排行第三，又稱綦毋三。早年游学长安，應舉不第，返鄉。开元十四年（726年），中严迪榜进士，與崔國輔、儲光羲同榜。开元十五年（727年）任秘书省校书郎。一度歸隱虔州。
天寶五载（748年）授宜寿（今陕西周至）縣尉。入京擔任为集贤待制，被授职右拾遗。
天寶十三载（754年）入集贤院，迁广文博士。终官著作郎。
安史之乱爆发后，避居淮上（淮河流域），其後事蹟失考。
與张九龄、王维、李颀、储光羲、韦应物時有唱和。綦毋潜的作品主要描写山水田园风光和佛道禅学，被认为是当时南方诗人的山水田园诗最高水平。殷璠《河岳英灵集》稱：“举体清秀，萧萧跨俗”。《全唐诗》收录其诗作一卷二十六首。